# Ángel María Luna
Ángel María Luna (Montevideo; 27 de agosto de 1938 - Montevideo; 23 de agosto de 2007) fue un periodista, investigador, docente y conductor uruguayo.
Participó del noticiero de Canal 10 Subrayado largo de 26 años, en forma ininterrumpida y también tuvo un espacio de opinión. 
conformó el equipo del programa "Prioridad" junto a: Barret Puig, Omar Defeo y Danilo Arbilla.
Conductor de los programas televisivos: Fin de siglo, El reloj, y del documental Fin de siglo electoral.
Escribió el libro Crónicas de un canal abierto.
Falleció el 23 de agosto de 2007 a los 68 años.

## Televisión
- 1981, Subrayado
- 1994, Fin de siglo
- 1994, Fin de siglo electoral
- 1997, El Reloj
- Testimonios
- Prioridad

## Libros
- 1992, 50 años del Varela (sobre el Colegio Nacional José Pedro Varela)
- 2001, Crónicas de un canal abierto (ISBN 9974-67125-6)